# Orthopedie
Orthopedie is een medisch specialisme dat zich bezighoudt met de behandeling van afwijkingen en ziekten van het steun- en bewegingsapparaat. De oorsprong van de naam komt uit het Oudgrieks: ὀρθός, orthos, recht en παιδίον, paedos, kind en voert terug op het recht laten groeien van kinderen. Voorheen werd het dan ook geschreven als orthopaedie.
Tot het terrein van de orthopedisch chirurg, orthopeed of orthopedist behoren onder andere:
- Aangeboren afwijkingen van het steun- en bewegingsapparaat, bijvoorbeeld heupdysplasie en scoliose, een verkromming van de rug in het coronale vlak
- Botbreuken en blessures van gewrichten
- Standafwijkingen van gewrichten en lange pijpbeenderen
- Platvoeten en ziekten aan de handen
- Gewrichtsafwijkingen en slijtage, waaronder artrose

De behandeling kan conservatief zijn: advies, orthese, fysiotherapie of geneesmiddel, of operatief, bijvoorbeeld een kunstgewricht bij slijtage van heup of knie, zoals een heupimplantaat. Dergelijke inwendige prothesen worden endoprothese genoemd. Het aanpassen van prothesen wordt op voorschrift van de orthopedisch chirurg of revalidatiearts door een orthopedisch technicus uitgevoerd.
Basisarts · Huisarts · Specialist —
Acute geneeskunde ·
Anesthesie-reanimatie ·
Arbeidsgeneeskunde ·
Arts Maatschappij en Gezondheid ·
Arts voor verstandelijk gehandicapten ·
Beheer van gezondheidsgegevens ·
Cardiologie ·
Dermato-venereologie ·
Endocrino-diabetologie ·
Forensische of gerechtelijke geneeskunde ·
Fysische geneeskunde ·
Gastro-enterologie ·
Geriatrie ·
Gynaecologie en verloskunde ·
Heelkunde ·
Intensieve zorg ·
Interne of inwendige geneeskunde ·
Kinder- en jeugdpsychiatrie ·
Klinische biologie ·
Klinische chemie ·
Klinische farmacologie ·
Klinische genetica ·
Mond-, kaak- en aangezichtschirurgie ·
Nefrologie ·
Neurochirurgie ·
Neurologie ·
Nucleaire geneeskunde ·
Oncologie ·
Oftalmologie of oogheelkunde ·
Orthopedie ·
Otorinolaryngologie, kno-heelkunde of nko-heelkunde ·
Pathologische anatomie ·
Pediatrie ·
Plastische, reconstructieve en esthetische heelkunde ·
Pneumologie of longziekten ·
Psychiatrie ·
Radiologie ·
Radiotherapie-Oncologie ·
Reumatologie ·
Revalidatiegeneeskunde ·
Sociale geneeskunde ·
Sportgeneeskunde ·
Stomatologie of kaakchirurgie ·
Spoedeisende of urgentiegeneeskunde ·
Urologie ·
Verzekeringsgeneeskunde en medische expertise